# Candy (álbum)
Candy es un álbum recopilatorio de la artista estadounidense Mandy Moore 5 de abril de 2005 por Epic Records. Contiene dos de doce sencillos oficiales, canciones promocionales, pistas y bonus tracks de sus siguientes álbumes de estudio: So Real (1999), I Wanna Be With You (2000), Mandy Moore (2001) y Coverage (2003). No hubo lanzamiento oficial o anuncio del álbum. Este fue el penúltima álbum de Moore lanzado por Epic Records como una obligación contractual. El álbum ha vendido 100.000 copias hasta la fecha.

## Antecedentes
Para el año 2003, comenzó a trabajar en cuarto álbum de estudio, reveló más tarde a ser un álbum de covers titulado Coverage. El álbum consistía en canciones lanzadas a través de la década de 1970-1980. Debido a las diferencias de creatividad entre Moore y Epic Records, deciden separarse. Sin embargo Moore todavía tenía un contrato por tres álbumes más, poco después los ejecutivos del sello decidieron lanzar The Best of Mandy Moore, el primer recopilatorio de la carrera de Mandy y el primero de tres álbumes grandes éxitos por lanzar, para abril de 2005, es lanzado su segundo álbum recopilatorio, bajo el nombre de Candy. Al Moore enterarse estaba disgustado debido a que esta álbum, contó con canciones de sus dos primeros discos ya que ha renegado de ese período de su carrera.

## Recepción

### Críticas
El álbum recibió críticas generalmente mixta de los críticos Allmusic escritor Stephen Thomas Erlewine dijo:
Candy es un álbum de diez pistas de precio económico (un borrador elaborado lanzado en la primavera de 2005), unos seis meses después de Epic lanzó The Best of Mandy Moore. A diferencia del recopilatorio anterior es que éste no se concentra en los accesos - si! tiene su sencillo debut («Candy») y su más grande éxito («I Wanna Be With You»), pero eso es todo: no hay «Walk Me Home», «Crush», «In My Pocket» o «Have a Little Faith in Me». En su lugar hay un montón de canciones del disco de calidad variable. Algunos son agradables, algunos son olvidables. Como tal, el álbum es intermitente entretenido, pero no es realmente satisfactoria, ni siquiera si se descubre a un precio asequible. Todos los aficionados, sin importar su nivel de dedicación, están en mejor situación con la de larga duración mejor de Mandy Moore.

## Lista de canciones
1. "Candy" (Tony Battaglia, Dave Katz, Dennis Kleiman and Denise Rich) – 3:56 1
2. "Lock Me in Your Heart" (Battaglia and Shaun Fisher) – 3:33 1
3. "Love You for Always" (Battaglia, Fisher) – 3:22 1
4. "Everything My Heart Desires" (Karsten Dahlgaard, Michael Jay and Johnny Mosegaard Pederson) – 3:41 2
5. "I Wanna Be with You" (Tiffany Arbuckle, Shelly Peiken and K Thomas) – 4:15 2
6. "Saturate Me" (Randall Barlow, Susie Green and Tim Mitchel) – 4:01 3
7. "Turn the Clock Around" (John W. Baxter, David Rice and Nick Trevisick) – 3:44 3
8. "Yo-Yo" (Cutler, Preven) – 4:18 3
9. "Someday We'll Know" (with Jonathan Foreman)" (Gregg Alexander, Danielle Brisebois and Debra Holland) – 3:43 4
10. "Mona Lisas and Mad Hatters" (John, Taupin) – 4:505